# Пилятино
Пилятино — село в Буйском районе Костромской области. Входит в состав Центрального сельского поселения

## География
Находится в северо-западной части Костромской области на расстоянии приблизительно 34 км на северо-восток по прямой от города Буй, административного центра района.

## История
В 1802 году здесь была построена каменная Троицкая церковь, также была еще более старая деревянная Никольская церковь. В 1872 году здесь (тогда Троица-Пилятинский погост Солигаличского уезда) было отмечено 5 дворов, в 1907 году — 11.

## Население
Постоянное население составляло 11 человек (1872 год), 15 (1897), 14 (1907), 54 в 2002 году (русские 98 %), 6 в 2022.